# Spyridium furculentum
Spyridium furculentum är en brakvedsväxtart som beskrevs av W.R.Barker och Kellermann. Spyridium furculentum ingår i släktet Spyridium och familjen brakvedsväxter. Inga underarter finns listade i Catalogue of Life.